# 人々、汝らを除名すべし
人々、汝らを除名すべし（ひとびと、なんじらをじょめいすべし、Sie werden euch in den Bann tun euch）は、ヨハン・ゼバスティアン・バッハの教会カンタータ。BWV44番。

## 聖書箇所
ヨハネ15:26-16:4 イエス・キリストのことば。「父の許より我が遣さんとする助主、すなはち父より出づる眞理の御靈のきたらんとき、我につきて證せん。汝等もまた初より我とともに在りたれば證するなり。我これらの事を語りたるは、汝らの躓かざらん爲なり。人なんぢらを除名すべし、然のみならず、汝らを殺す者みな自ら神に事ふと思ふとき來らん。これらの事をなすは、父と我とを知らぬ故なり。我これらの事を語りたるは、時いたりて我が斯く言ひしことを汝らの思ひいでん爲なり。初より此等のことを言はざりしは、我なんぢらと偕に在りし故なり。」（文語訳聖書）

## 初演
昇天節後、復活節後第6主日　1724年5月21日

## 内容

### 1.二重唱（テノール、バス）
「人々はあなたがたを会堂から追放するでしょう。」（ヨハネ16:2、新改訳聖書）「あなたがたは自分たちの生きている社会から村八分にされるでしょう。」（現代訳聖書）

### 2.合唱
「事実、あなたがたを殺す者がみな、そうすることで自分は神に奉仕しているのだと思う時が来ます。」（ヨハネ16:2、新改訳聖書）

### 3.アリア（アルト）
オーボエ、通奏低音

### 4.コラール
通奏低音

### 5.レチタティーヴォ（バス）
第一ヨハネ2:18、第二テモテ4:3-4

### 6.アリア（ソプラノ）
詩編121:3-4「主はなんぢの足のうごかさるるを容したまはず 汝をまもるものは微睡たまふことなし　視よイスラエルを守りたまふものは微睡こともなく寝ることもなからん」（文語訳聖書）

### 7.コラール
P.フレーミングのコラール。